# Иванов, Алексей Михайлович (педагог)
Алексей Михайлович Иванов (1922—2011) — российский, советский педагог. Народный учитель СССР (1980).

## Биография
Алексей Иванов родился 26 октября 1922 года в селе Нижняя Речка (ныне в Нехаевском районе Волгоградской области) в крестьянской семье.
В 1941 году окончил отделение русского языка и литературы Воронежского учительского института, в 1949 — факультет русского языка и литературы Воронежского педагогического института (ныне Воронежский государственный педагогический университет). 
В 1941—1943 годах — учитель Мечётской семилетней школы Хреновского района Воронежской области. В 1943—1949 годах — учитель и заместитель директора по воспитательной работе школы села Семёно-Александровка Бобровского района. В 1949—1950 годах — учитель русского языка и литературы Таловской средней школы №51.
С 1950 года — заместитель директора, с 1952 года — директор Каменностепной средней школы Таловского района. В 1987—1997 годах там же учитель истории и школьный психолог школы.
Руководимая им учебно-производственная бригада более 20 раз была участницей Выставки достижений народного хозяйства СССР. Делегат Всероссийского съезда учителей (1978), Всесоюзных съездов учителей (1968, 1988).
Умер 19 октября 2011 года.

## Звания и награды
- Заслуженный учитель школы РСФСР (1960)
- Народный учитель СССР (1980)
- Кандидат педагогических наук (1976)
- Орден Ленина[1]